# Dylan Pierias
Dylan Pierias (Melbourne, 20 febbraio 2000) è un calciatore australiano, attaccante dell'Adelaide Utd.

## Caratteristiche tecniche
Cresce calcisticamente nel ruolo di terzino destro,per poi essere avanzato come ala destra per le sue maggiori qualità offensive.

## Carriera

### Club
Melbourne City
Cresciuto nel settore giovanile del Melbourne City, debutta in prima squadra l'11 febbraio 2017 in occasione dell'incontro di A-League pareggiato 2-2 contro il Brisbane Roar.
Western United
Nel 2019 passa a titolo definitivo al Western Utd,diventando un titolare del club australiano e collezionando 94 presenze con 10 reti in quattro stagioni.
Western Sydney
Nel 2023 si trasferisce a titolo definitivo al Western Sydney,in una stagione colleziona 29 presenze segnando 3 goal e servendo 4 assist.
Adelaide United
Dall'1 Luglio 2024 si trasferisce a titolo definitivo al Adelaide United,con cui firma un contratto fino al 30 Giugno 2027.

### Nazionale
Ha giocato nella nazionale australiana Under-20.
Nel 2021 viene convocato dalla nazionale olimpica australiana per prendere parte alle Olimpiadi di Tokyo. Debutta il 28 luglio in occasione del match contro l'Egitto.

## Statistiche
Statistiche aggiornate al 4 luglio 2024.

### Presenze e reti nei club
| Stagione              | Squadra               | Campionato            | Campionato | Campionato | Coppe nazionali | Coppe nazionali | Coppe nazionali | Coppe continentali | Coppe continentali | Coppe continentali | Altre coppe | Altre coppe | Altre coppe | Totale | Totale | Totale |
| Stagione              | Squadra               | Comp                  | Pres       | Reti       | Comp            | Pres            | Reti            | Comp               | Pres               | Reti               | Comp        | Pres        | Reti        | Pres   | Reti   |        |
| --------------------- | --------------------- | --------------------- | ---------- | ---------- | --------------- | --------------- | --------------- | ------------------ | ------------------ | ------------------ | ----------- | ----------- | ----------- | ------ | ------ | ------ |
| 2016-2017             | Melbourne City        | AL                    | 1          | 0          | CA              | 0               | 0               |                    | -                  | -                  |             | -           | -           | 1      | 0      |        |
| 2018-2019             | Melbourne City        | AL                    | 2          | 0          | CA              | 0               | 0               |                    | -                  | -                  |             | -           | -           | 2      | 0      |        |
| Totale Melbourne City | Totale Melbourne City | Totale Melbourne City | 3          | 0          |                 | 0               | 0               |                    | -                  | -                  |             | -           | -           | 3      | 0      |        |
| 2019-2020             | Western Utd           | AL                    | 21         | 0          | CA              | 0               | 0               |                    | -                  | -                  |             | -           | -           | 21     | 0      |        |
| 2020-2021             | Western Utd           | AL                    | 26         | 6          | CA              | 0               | 0               |                    | -                  | -                  |             | -           | -           | 26     | 6      |        |
| 2021-2022             | Western Utd           | AL                    | 25         | 2          | CA              | 2               | 0               |                    | -                  | -                  |             | -           | -           | 27     | 2      |        |
| 2022-2023             | Western Utd           | AL                    | 22         | 2          | CA              | 3               | 0               |                    | -                  | -                  |             | -           | -           | 25     | 2      |        |
| Totale Western United | Totale Western United | Totale Western United | 94         | 10         |                 | 5               | 0               |                    | -                  | -                  |             | -           | -           | 99     | 10     |        |
| 2023-2024             | Western Sydney        | AL                    | 25         | 3          | CA              | 0               | 0               |                    | -                  | -                  |             | -           | -           | 25     | 3      |        |
| 2024-2025             | Adelaide Utd          | AL                    | -          | -          | CA              | -               | -               |                    | -                  | -                  |             | -           | -           | -      | -      |        |
| Totale carriera       | Totale carriera       | Totale carriera       | 122        | 13         |                 | 5               | 0               |                    | -                  | -                  |             | -           | -           | 127    | 13     |        |